# Via dei Vascellari
Via dei Vascellari är en gata i Trastevere i Rom. Gatan löper från Via dei Genovesi / Via Augusto Jandolo till Lungotevere Ripa vid Tibern. Via dei Vascellari är uppkallad efter keramikhandlarnas skrå, Università dei Vascellari.

## Bilder
| - Via dei Vascellari på en karta från år 2016. |